# Maechidius savagei
Maechidius savagei är en skalbaggsart som beskrevs av Lea 1917. Maechidius savagei ingår i släktet Maechidius och familjen Melolonthidae. Inga underarter finns listade i Catalogue of Life.